# Duo gourmet
O Duo Gourmet é um aplicativo e guia de restaurantes brasileiro. Começou como um livrinho impresso em Belo Horizonte e em Recife no ano de 2013, com o benefício de comprar um prato e ganhar outro, de igual ou menor valor, como cortesia. Desde 2018 vem operando como aplicativo com as opções de assinatura anual ou mensal.
Os restaurantes presentes no aplicativo são convidados depois de terem sido escolhidos através de uma curadoria do aplicativo.
Em 2021, o aplicativo foi comprado pelo Inter e teve diversas funcionalidades incluídas no aplicativo do banco.

## Como funciona
O usuário baixa o aplicativo disponível na App Store e na Google Play, e sem a necessidade de cadastros já tem a opção de ver a disponibilidade dos restaurantes nos dias da semana e as restrições. Mas somente os assinantes do aplicativo podem gerar vouchers para a cortesia nos restaurantes. Entre os diferenciais está a possibilidade do cliente poder utilizar a mesma assinatura em qualquer restaurante parceiro no Brasil.

## Cidades disponíveis
O guia se expandiu consideravelmente, estando presente em 16 localidades, sendo elas Balneário Camboriú, Belo Horizonte, Brasília, Belém, Campinas, Curitiba, Florianópolis, Fortaleza, Maceió, Porto Alegre, Recife, Ribeirão Preto, Rio de Janeiro, Salvador, São José do Rio Preto, São Paulo e Vitória.
No segundo semestre de 2019 somente as cidades de Belo Horizonte e Recife tiveram as versões impressas. Desde o início de 2020 a empresa só trabalha com o aplicativo.
| Ano  | Cidade         |
| ---- | -------------- |
| 2013 | Belo Horizonte |
| 2015 | Recife         |
| 2016 | Maceió         |

| Ano  | Cidade                                                                                  |
| ---- | --------------------------------------------------------------------------------------- |
| 2017 | Belo Horizonte / MG Contagem / MG Nova Lima / MG Recife / PE Maceió / AL                |
| 2018 | Ribeirão Preto / SP Fortaleza / CE Niterói / RJ Rio de Janeiro / RJ São Paulo / SP      |
| 2019 | Brasília / DF São José do Rio Preto / SP Florianópolis / SC Campinas / SP Salvador / BA |
| 2020 | Curitiba / PR                                                                           |
| 2022 | Balneário Camboriú / SC Belém / PA Porto Alegre / RS Vitória / ES                       |
| 2025 | Orlando / FL (EUA) Miami / FL (EUA) Tampa / FL (EUA)                                    |